# Shonen Jump's One Piece: Grand Adventure
Shonen Jump's One Piece: Grand Adventure est un jeu vidéo d'action développé par Ganbarion et édité par Namco Bandai en 2006 sur PlayStation 2 et GameCube.